# H. Ronald Kaback
Howard Ronald Kaback (* 5. Juni 1936 in Philadelphia, Pennsylvania; † 20. Dezember 2019) war ein US-amerikanischer Biochemiker an der University of California, Los Angeles.

## Leben
Am Haverford College, wo er 1958 einen Bachelor erwarb, kam Kaback erstmals mit Molekularbiologie in Berührung. Am Albert Einstein College of Medicine in New York City erwarb er 1962 einen M.D. und arbeitete später als Assistenzarzt in der Kinderheilkunde des Bronx Municipal Hospital Center und als Postdoktorand in der Physiologie des Albert Einstein College of Medicine. 1964 wurde Kaback Commissioned Officer im United States Public Health Service (USPHS) in der Abteilung für Biochemie am National Heart Institute (heute National Heart, Lung, and Blood Institute), einer Einrichtung der National Institutes of Health mit Sitz in Bethesda, Maryland. 1970 wechselte er an das Roche Institute of Molecular Biology, in Nutley, New Jersey, wo er zuletzt als Leiter der Abteilung für Biochemie wirkte. Gleichzeitig war er an der Columbia University in New York City und der New Jersey Medical School lehrend tätig. 1989 ging Kaback als Professor für Physiologie, Mikrobiologie und Molekulargenetik an die University of California, Los Angeles (UCLA). Bis 2004 forschte er zusätzlich für das Howard Hughes Medical Institute (HHMI).

## Wirken
Kaback entwickelte Methoden, um Zellmembranen aus Bakterien zu isolieren, an denen sich allgemein Transportmechanismen und damit verbundene Phänomene an Biomembranen untersuchen lassen. Er konnte grundlegende Erkenntnisse in die molekularen Mechanismen des Zucker-Transports gewinnen und welchen Einfluss Konzentrationsgefälle von Ionen dabei spielen (siehe Major-Facilitator-Superfamilie).
Kaback befasste sich insbesondere mit Energie umwandelnden (energy-transducing) Transportproteinen, die am Membrantransport beteiligt sind, darunter dem lacY-Genprodukt, das bei E. coli Glucose-Transport vermittelt (Permease).

## Auszeichnungen (Auswahl)
- 1974 Rosenstiel Award[4]
- 1986 Mitglied der American Academy of Arts and Sciences[5]
- 1987 Mitglied der National Academy of Sciences[1]